# Flint Hill (Virginie)
 (mars 2025).
Flint Hill est une census-designated place située dans le comté de Rappahannock, dans l’État de Virginie, aux États-Unis. Lors du recensement de 2020, elle comptait 222 habitants.